# لجنة مجلس الشيوخ للأمن الداخلي والشؤون الحكومية

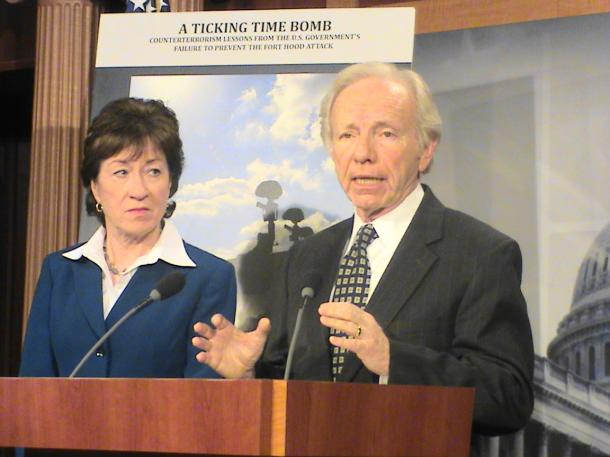
في عام 2011، تناول رئيس لجنة الأمن الداخلي والشؤون الحكومية بمجلس الشيوخ الأمريكي آنذاك جو ليبرمان والعضو البارز آنذاك سوزان كولينز اقتراح الحزبين بشأن التدابير المضادة للإرهاب الداخلي والتطرف الجهادي في الولايات المتحدة.

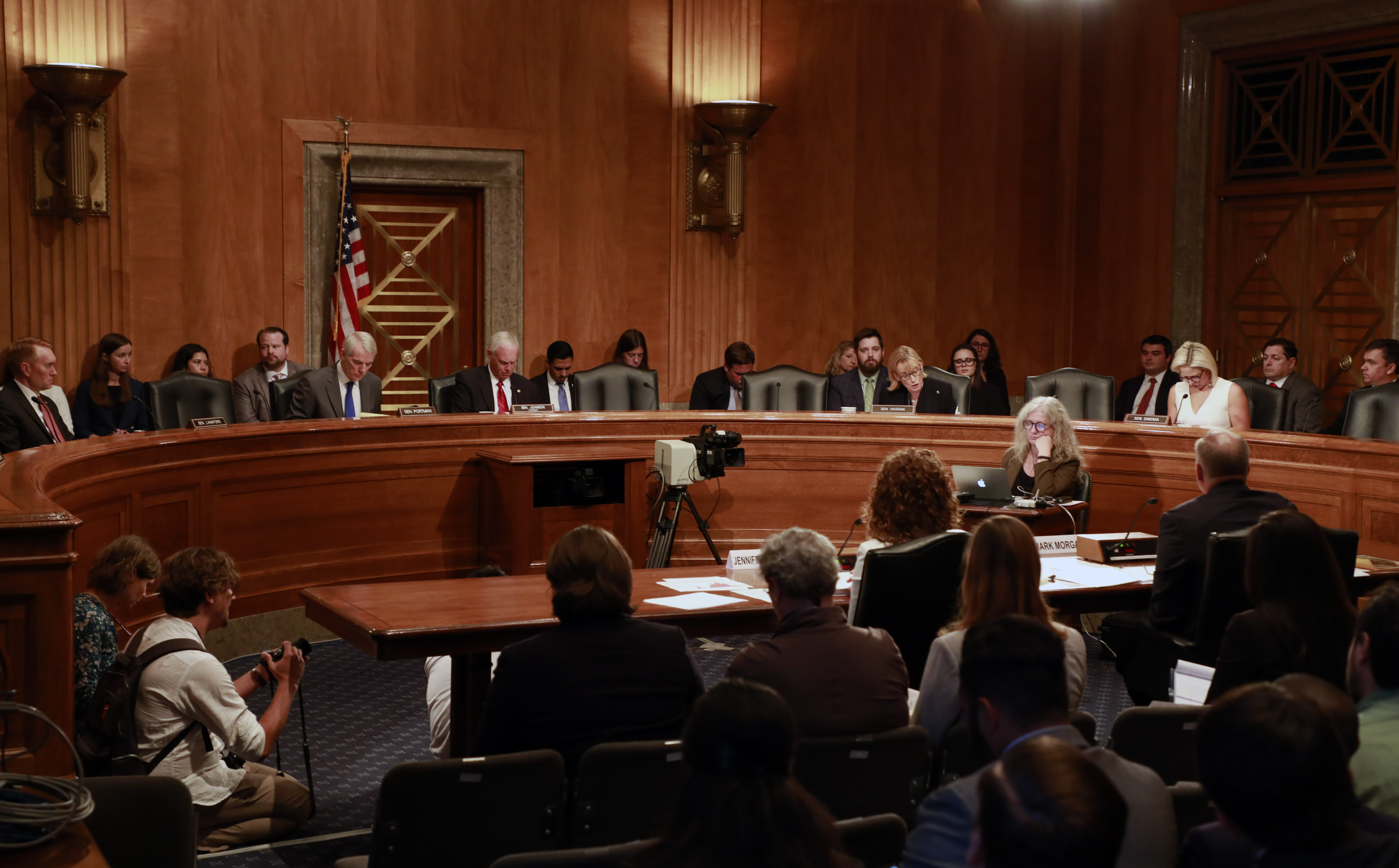
اللجنة تستمع إلى شهادة حول أمن الحدود عام 2019.

لجنة مجلس الشيوخ الأمريكي للأمن الداخلي والشؤون الحكومية هي لجنة الإشراف الرئيسية في مجلس الشيوخ الأمريكي. تتمتع بسلطة قضائية على المسائل المتعلقة بوزارة الأمن الداخلي وغيرها من الاهتمامات المتعلقة بالأمن الداخلي وعمل الحكومة نفسها، بما في ذلك الأرشيف الوطني والميزانية والتدابير المحاسبية والتعداد والخدمة المدنية الفيدرالية وشؤون مقاطعة كولومبيا وخدمة بريد الولايات المتحدة. وكانت تسمى لجنة الشؤون الحكومية بمجلس الشيوخ الأمريكي قبل إضافة الأمن الداخلي إلى مسؤولياتها في عام 2004. وهي لجنة التحقيق والرقابة الرئيسية في مجلس الشيوخ. ورئيسها هو رئيس لجنة مجلس الشيوخ الوحيد الذي يمكنه إصدار مذكرات استدعاء دون تصويت اللجنة.

## تاريخها
يمكن إرجاع أصول اللجنة إلى القرن التاسع عشر إلا أن أصولها الحديثة بدأت مع إنشاء لجنة النفقات في الإدارات التنفيذية في 18 أبريل 1921. غير اسم لجنة النفقات في الإدارة التنفيذية إلى لجنة العمليات الحكومية في عام 1952، والتي أعيد تنظيمها لتصبح لجنة الشؤون الحكومية في عام 1978. أصبحت اللجنة بعد إقرار قانون إصلاح الاستخبارات ومنع الإرهاب 2004 لجنة الأمن الداخلي والشؤون الحكومية وأضافت الأمن الداخلي إلى اختصاصها.

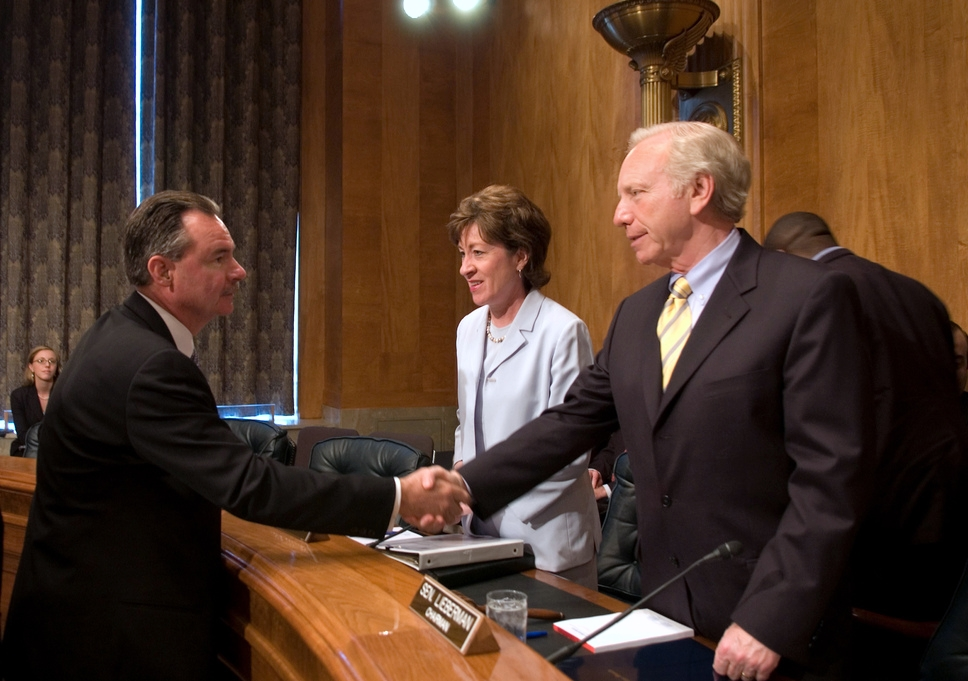
رئيس اللجنة جو ليبرمان والعضو البارز سوزان كولينز يتحدثان مع مدير الوكالة الفيدرالية لإدارة الطوارئ ر. ديفيد بوليسون.

تعد اللجنة الفرعية الدائمة للتحقيقات هي الأقدم والأكثر شهرة بين اللجان الفرعية الخمس الحالية حيث أنشئت في نفس الوقت الذي أنشئت فيه لجنة العمليات الحكومية في عام 1952. تأسست اللجنة الفرعية للإشراف على الإدارة الحكومية والقوى العاملة الفيدرالية ومقاطعة كولومبيا بعد إنشاء لجنة الشؤون الحكومية في عام 1978. أنشئت اللجنة الفرعية للإدارة المالية الفيدرالية والمعلومات الحكومية والخدمات الفيدرالية والأمن الدولي في عام 2003.
أنشئت لجنتين فرعيتين مخصصتين في يناير 2007 لتعكس صلاحيات اللجنة الموسعة المتعلقة بالأمن الداخلي. وكانا اللجنة الفرعية للتعافي من الكوارث واللجنة الفرعية المعنية باستعداد وتكامل القطاعين الحكومي والمحلي والخاص. تمت إضافة اللجنة الفرعية للتعاقد في عام 2009. دمجت اللجان الفرعية للكوارث والدولة والمحلية والقطاع الخاص في عام 2011 لتشكيل اللجنة الفرعية للتعافي من الكوارث والشؤون الحكومية الدولية.
تعاملت لجنة الأمن الداخلي والشؤون الحكومية وأسلافها مع عدد من القضايا المهمة مثل مسألة الحكومة وأخلاقيات الكونجرس والشؤون التنظيمية وأمن الأنظمة والمعلومات. بعد أن أنشأ قانون الأمن الداخلي لعام 2002 وزارة الأمن الداخلي في عام 2003، تبنت اللجنة الإشراف الأساسي على إنشاء الوزارة والسياسات والعمليات والإجراءات اللاحقة لها.
وفي العقد الماضي، ركزت اللجنة بشكل خاص على قدرة وزارة الأمن الداخلي على الاستجابة للكوارث الكبرى مثل إعصار كاترينا وصعود الإرهاب المحلي في الولايات المتحدة ونقاط الضعف في الشبكات الأكثر أهمية في البلاد مثل شبكات الدفاع الوطني والاقتصاد وشبكة الكهرباء ومرافق معالجة المياه والنقل والشبكات المالية والمفاعلات النووية والسدود.
أصدر الموظفون العاملون لدى عضو اللجنة البارز السيناتور توم كوبورن في فبراير 2014 تقرير يثير مخاوف من أن بعض كلمات المرور التي تحمي البيانات الحكومية شديدة الحساسية "لن تنجح حتى في حساب البريد الإلكتروني المدني الأساسي."

## الاختصاص القضائي
تنص القاعدة 25 (ك) XXV(k) لمجلس الشيوخ الأمريكي أن جميع التشريعات المقترحة والرسائل والعرائض والمذكرات والمسائل الأخرى المتعلقة في المقام الأول بالمواضيع التالية تحال إلى لجنة الأمن الداخلي بمجلس الشيوخ:
1. أرشيفات الولايات المتحدة
2. تدابير الميزانية والمحاسبة، بخلاف الاعتمادات، باستثناء ما هو منصوص عليه في قانون ميزانية الكونغرس لعام 1974
3. التعداد وجمع الإحصاءات، بما في ذلك الإحصاءات الاقتصادية والاجتماعية
4. تنظيم الكونغرس، باستثناء أي جزء من المسألة يعدل قواعد أو أوامر مجلس الشيوخ
5. وزارة الأمن الداخلي، كما هو منصوص عليه في القرار S.Res.445.[5]
6. الخدمة المدنية الفيدرالية
7. المعلومات الحكومية
8. العلاقات الحكومية الدولية
9. الشؤون البلدية في مقاطعة كولومبيا، باستثناء الاعتمادات المخصصة لها
10. تنظيم وإدارة سياسة التصدير النووي للولايات المتحدة
11. تنظيم وإعادة تنظيم السلطة التنفيذية للحكومة
12. الخدمه البريديه
13. حالة الضباط والموظفين في الولايات المتحدة، بما في ذلك تصنيفهم وتعويضاتهم ومزاياهم.[6]

كما تتولى اللجنة المهام التالية:
1. تلقي ودراسة تقارير المراقب العام للولايات المتحدة وتقديم هذه التوصيات إلى مجلس الشيوخ حسبما يراه ضروريًا أو مرغوبًا فيه فيما يتعلق بموضوع هذه التقارير
2. دراسة كفاءة واقتصاد وفعالية جميع الأجهزة والإدارات الحكومية؛
3. تقييم آثار القوانين التي تم سنها لإعادة تنظيم السلطتين التشريعية والتنفيذية للحكومة؛ و
4. دراسة العلاقات الحكومية الدولية بين الولايات المتحدة والولايات والبلديات، وبين الولايات المتحدة والمنظمات الدولية التي تكون الولايات المتحدة عضواً فيها

## الكونغرس 119
| أغلبية | الأقلية |
| --- | --- |
| - راند بول، كنتاكي، الرئيس - رونالد جونسون، واشنطن - جيمس لانكفورد، أوكلاهوما - ريك سكوت، فلوريدا - جوش هاولي، ميزوري - Bernie Moreno، أوهايو - جوني إيرنست، آيوا - تيم سكوت، كارولاينا الجنوبية | - غاري بيتز، ميشيغان، عضو رفيع - ماغي حسن، نيوهامبشر - ريتشارد بلومنتال، كونيتيكت - جون فيترمان، بنسيلفانيا - Andy Kim، نيو جيرزي - روبن غاليغو ‏، أريزونا - إليسا سلوتكين، ميشيغان |

اللجان الفرعية
| اللجنة                                      | الرئيس                                  | عضو رفيع                            |
| ------------------------------------------- | --------------------------------------- | ----------------------------------- |
| Emerging Threats and Spending Oversight     | ماغي حسن (ديمقراطية من نيو هامبشاير)    | ميت رومني (جمهوري من يوتا)          |
| Government Operations and Border Management | كيرستن سنيما (جمهوري من أوكلاهوما)      | جيمس لانكفورد (جمهوري من أوكلاهوما) |
| Investigations (Permanent)                  | ريتشارد بلومنتال (ديمقراطي من كونيتيكت) | رونالد جونسون (جمهوري من ويسكونسن)  |

## رؤساء اللجنة

### لجنة النفقات في الإدارات التنفيذية، 1921–1952
- ميديل ماكورميك (جمهوري - إلينوي) 1921 – 1925
- ديفيد أ. ريد (جمهوري - بنسلفانيا) 1925 – 1927
- فريدريك إم ساكيت (جمهوري - كنتاكي) 1927 – 1930
- جاي دي جوف (RW.Va.) 1930 – 1931
- فريدريك ستيوير (جمهوري - أوريغون) 1931 – 1933
- ج. هاميلتون لويس (ديمقراطي - إلينوي) 1933 – 1939
- فريدريك فان نويس (ديمقراطي - ولاية إنديانا) 1939 – 1942
- جي ليستر هيل (ديمقراطي - علاء) 1942 – 1947
- جورج د. أيكن (جمهوري - فرجينيا) 1947 – 1949
- جون إل ماكليلان (ديمقراطي - أركنساس) 1949-1952

### لجنة العمليات الحكومية، 1952–1977
- جون إل ماكليلان (ديمقراطي - أركنساس) 1952 – 1953
- جوزيف ر. مكارثي (جمهوري - ولاية ويسكونسن) 1953 – 1955
- جون إل ماكليلان (ديمقراطي - أركنساس) 1955 – 1972
- صامويل جي إرفين جونيور (DN.C.) 1972 – 1974
- أبراهام أ. ريبيكوف (ديمقراطي - كونيتيكت) 1974 – 1977

### لجنة الشؤون الحكومية 1977–2005
- أبراهام أ. ريبيكوف (ديمقراطي من كونيتيكت) 1977 – 1981
- ويليام في. روث الابن (جمهوري - ديلاوير) 1981 – 1987 [11]
- جون إتش. جلين الابن (ديمقراطي - أوهايو) 1987 – 1995 [11][12]
- ويليام في. روث الابن (جمهوري - ديلاوير) 1995 [12]
- ثيودور إف. ستيفنز (جمهوري-ألاسكا) 1995 – 1997
- فريد د. طومسون (جمهوري - تينيسي) 1997 – 2001
- جوزيف آي. ليبرمان (ديمقراطي - كونيتيكت) 2001
- فريد د. طومسون (جمهوري - تينيسي) 2001
- جوزيف ليبرمان (ديمقراطي - كونيتيكت) 2001 – 2003
- سوزان إم كولينز (جمهوري - مين) 2003 – 2005

### لجنة الأمن الداخلي والشؤون الحكومية–2005
- سوزان إم كولينز (جمهوري- مين) 2005 – 2007
- جوزيف ليبرمان (كونيتيكت) 2007 – 2013
- توم كاربر (ديمقراطي - ديلاوير) 2013 – 2015
- رون جونسون (جمهوري - ويسكونسن) 2015 – 2021
- غاري بيترز (ديمقراطي - ميشيغان) 2021 – حتى الآن

## اللجان التاريخية

### الكونغرس 118
| الأغلبية | الأقلية |
| --- | --- |
| - غاري بيترز، ميشيغان، رئيس مجلس الإدارة - توم كاربر، ديلاوير - ماجي حسن، نيو هامبشاير - كيرستن سينيما، أريزونا - جاكي روزين، نيفادا - أليكس باديلا، كاليفورنيا (حتى 17 أكتوبر 2023) - جون أوسوف، جورجيا - ريتشارد بلومنثال، كونيتيكت - لافونزا بتلر، كاليفورنيا (من 17 أكتوبر 2023) | - راند بول, كنتاكي، عضو الترتيب - رون جونسون، ويسكونسن - جيمس لانكفورد، أوكلاهوما - ميت رومني، يوتا - ريك سكوت، فلوريدا - جوش هاولي، ميسوري - روجر مارشال، كانساس |

اللجان الفرعية
| اللجنة الفرعية                    | الرئيس                                  | عضو الترتيب                       |
| --------------------------------- | --------------------------------------- | --------------------------------- |
| التهديدات الناشئة ومراقبة الإنفاق | ماجي حسن (ديمقراطي من نيو هامبشاير)     | ميت رومني (جمهوري من يوتا)        |
| العمليات الحكومية وإدارة الحدود   | كيرستن سينيما (ديمقراطية من أريزونا)    | جيمس لانكفورد (جمهوري من أوكلاند) |
| التحقيقات (الدائمة)               | ريتشارد بلومنثال (ديمقراطي من كونيتيكت) | رون جونسون (جمهوري من ويسكونسن)   |

### الكونغرس 117
| أغلبية | أقلية |
| --- | --- |
| - رون جونسون، ويسكونسن، رئيس - روب بورتمان، أوهايو - راند بول، كنتاكي - جيمس لانكفورد، أوكلاهوما - مايك إينزي، وايومنغ - ميت رومني، يوتا - ريك سكوت، فلوريدا - جوش هاولي، ميسوري | - غاري بيترز، ميشيغان, عضو الترتيب - توم كاربر، ديلاوير - ماجي حسن، نيو هامبشاير - كامالا هاريس، كاليفورنيا - كيرستن سينيما، أريزونا - جاكي روزين، نيفادا |

اللجان الفرعية
| اللجنة الفرعية                         | كرسي                                 | عضو الترتيب                         |
| -------------------------------------- | ------------------------------------ | ----------------------------------- |
| التهديدات الناشئة والرقابة على الإنفاق | ماجي حسن (ديمقراطية من نيوهامبشاير)  | راند بول (جمهوري من كنتاكي)         |
| العمليات الحكومية وإدارة الحدود        | كيرستن سينيما (ديمقراطية من أريزونا) | جيمس لانكفورد (جمهوري من أوكلاهوما) |
| التحقيقات (الدائمة)                    | جون أوسوف (ديمقراطي من جورجيا)       | رون جونسون (جمهوري من ويسكونسن)     |

### الكونغرس 116
| الاغلبية | الاقلية |
| --- | --- |
| - رونالد جونسون، ويسكونسن، الرئيس - روب بورتمان، أوهايو - راند بول، كنتاكي - جيمس لانكفورد، أوكلاهوما - مايك إينزي، وايومنغ - ميت رومني، يوتا - ريك سكوت، فلوريدا - جوش هاولي، ميزوري | - غاري بيترز، ميشيغان، عضو رفيع - توم كاربر، ديلاوير - ماغي حسن، نيوهامبشير - كامالا هاريس، كاليفورنيا - كيرستن سنيما، أريزونا - جاكي روسن، نيفادا |

اللجان الفرعية
| اللجنة الفرعية                          | كرسي                                 | عضو الترتيب                          |
| --------------------------------------- | ------------------------------------ | ------------------------------------ |
| مراقبة الإنفاق الفيدرالي وإدارة الطوارئ | راند بول (جمهوري من كنتاكي)          | ماجي حسن (ديمقراطية من نيو هامبشاير) |
| التحقيقات (الدائمة)                     | روب بورتمان (جمهوري من ولاية أوهايو) | توم كاربر (ديمقراطي من ديلاوير)      |
| العمليات الحكومية وإدارة الحدود         | جيمس لانكفورد (جمهوري من أوكلاهوما)  | كيرستن سينيما (ديمقراطية من أريزونا) |

## أنظر أيضًا
- لجنة مجلس النواب المعنية بالنشاطات المعادية لأمريكا

## روابط خارجية
- الموقع الرسمي للجنة ( أرشيف )
- لجنة الأمن الداخلي والشؤون الحكومية بمجلس الشيوخ. النشاط التشريعي والتقارير، الكونغرس.
- صفحة مكتب الطباعة الحكومي الأمريكي (GPO) للجنة الأمن الداخلي والشؤون الحكومية